# 畢達遜
畢達遜（1923年10月6日—2015年4月14日），加拿大卑詩省律師、政治人物，卑詩社會信用黨籍。
生於亞伯達省維京，為挪威裔。1949年獲認許為大律師，並在卑詩省溫哥華執業。1950年結婚。
1956年當選卑詩省省議會議員，代表溫哥華中心選區，連續任職近17年。期間曾任卑詩省教育廳長、勞工廳長及律政廳長（1968至1972年）。
1978年成為卑詩大學校董會成員。1987年任卑詩大學校監。
1990年獲授予卑詩勛章。2000年獲授予加拿大員佐勛章。
2015年逝世，享耆壽91歲。